# GUN Records
GUN Records foi uma gravadora localizada em Bochum, na Alemanha, e foi fundada em 1992 por Bogdan Kopec e Wolfgang Funk. Em 2009 a GUN Records anunciou seu fechamento.

## Artistas
- All Ends
- Apocalyptica
- Apoptygma Berzerk
- Blackeyed Blonde
- Bullet for My Valentine
- Depressive Age
- Die Happy
- Donots
- Eagles of Death Metal
- Eloy
- Exilia
- Flyleaf
- Grave Digger
- Guano Apes
- HIM
- House of Spirits
- Kreator
- Krisiun
- L'Ame Immortelle
- Lordi
- Lovex
- Mind Odyssey
- Monkeys With Tools
- Oomph!
- Paradise Lost
- Rage
- Richtofen
- Running Wild
- Secret Discovery
- SITD
- Sodom
- Sturm und Drang
- Three Days Grace
- Thunderhead
- Tom Angelripper
- U.D.O.
- Van Canto
- Within Temptation